# José María Gurruchaga
José María Gurruchaga Zapirain es un político español. Es licenciado en Ciencias Políticas y Sociología. Funcionario por oposición, desarrolló su labor docente en Cizúrquily Llodio.
En el año 1982 se afilió al PSE-PSOE.
Fue elegido alcalde de Rentería en 1983, cargo que ocupó hasta 1987. Posteriormente fue elegido miembro del Parlamento Vasco, donde ejerció las funciones de presidente de la comisión de educación y cultura durante la III legislatura, cargo que abandonó en 1990 para ser nombrado Gobernador Civil de Guipúzcoa, le sustituyó en el escaño José Miguel Martín Herrera.
En 1994 fue sustituido por Juan María Jáuregui.

## Elecciones disputadas
| Elecciones                             | Circunscripción | Candidatura | Posición | Resultado |
| -------------------------------------- | --------------- | ----------- | -------- | --------- |
| Elecciones municipales de 1983         | Rentería        | PSOE        | 1        | Electo    |
| Elecciones al Parlamento Vasco de 1986 | Guipúzcoa       | PSE-PSOE    | 5        | Electo    |